# Getijdenboek Wolfgang Hopyl
Het Getijdenboek Wolfgang Hopyl is een Middelnederlands getijdenboek dat, volgens het colofon, op 10 september in het jaar 1500 voltooid werd in Parijs door Wolfgang Hopyl. Er zijn drie exemplaren van deze wiegendruk bewaard gebleven, een verlucht exemplaar in de Koninklijke Bibliotheek in Den Haag (KW 172 C 21) dat onvolledig is, een volledig (niet verlucht) exemplaar in de Koninklijke Bibliotheek van België in Brussel (Inc A 2 188) en een onvolledig, gedeeltelijk verlucht exemplaar in de Bibliothèque nationale de France in Parijs (Vélins 1684); verlucht wil in dit geval zeggen dat de gedrukte illustraties met de hand ingekleurd zijn. De exemplaren in Den Haag en Parijs zijn op perkament gedrukt, dat van Brussel op papier.

Hopyl eindigde zijn getijdenboek op een voor de materie vrij vreemde manier. Na de colofon schreef hij:
 Weest vrolick wildi langhe leuen
  Leeft wel wildi altijt vrolic wesen.
Nagenoeg dezelfde tekst komt voor onderaan op de kalenderbladzijde van december.

## Beschrijving
Het boek gedrukt in octavo formaat, bestaat uit 132 folia, waarop het foliumnummer op de rectozijde, rechts bovenaan, is afgedrukt. Het boek begon met een aantal ongenummerde folia. In het Brusselse handschrift zijn er dat acht en een schutblad, ze werden in potlood genummerd. Ze bevatten de titelpagina,  een gravure van de Homo Signorum (anatomische mens) op f1r (folium 1 recto, de kalender van f1v tot f7r en op f7v en f8r een uittreksel uit het evangelie van Johannes. Op f8v staat een afbeelding van de Boom van Jesse als inleiding op de Mariagetijden die beginnen op het folium met het gedrukte nummer .i.. Dezelfde ongenummerde folia vinden we in het Haagse exemplaar, maar daar zijn ze ongenummerd gebleven en het achtste blad, met de tweede bladzijde van het Johannesevangelie en op de versozijde de Boom van Jesse, is verdwenen.
De zetspiegel meet ca. 75 bij 120 mm, de foliumgrootte is bij de twee exemplaren (Haagse en Brusselse) verschillend. De tekst is gedrukt in één kolom met eenentwintig regels per blad. Bij het drukken zijn twee kleuren gebruikt, zwart voor de normale tekst en rood voor de hoofdletters, de rubriceringen, de lopende kopregels die op elk blad de inhoud van de tekst geven en de hoofdstuktitels. Er zijn twee verschillende lettergroottes gebruikt, de grotere voor de basistekst (de psalmen etc.) en een kleinere voor de verzen, reponses en antifonen.
In tegenstelling met wat in deze periode frequent gebeurde hebben deze incunabelen geen gedrukte margeversiering, de marge werd volledig blanco gelaten.
Via de heiligen die in de kalender in het rood zijn geschreven (Pontianus en Martinus) en de datum van de viering van de heilige Quirinus op 20 oktober, kan het getijdenboek gesitueerd worden als een boek bestemd voor het gebruik in het bisdom Utrecht.
Het getijdenboek bevat op de laatste bladzijde een “almanach” voor de komende zestien jaar, met de data van het begin van de vasten, Pasen, het gulden getal en de zondagsletter.

## Illustratie
De illustratie van het gedrukte boek bestaat uit 18 bladgrote prenten, (78 à 80 op 125 mm) in hoogdruk vervaardigd van metaalsneden (zelfde techniek als houtsnede). De prenten gaan in de Mariagetijden de gebedsstonden (metten, lauden, priem, terts, sext, ,none, vespers en completen) vooraf. Bij het begin van de sext (f23r en f23v) zijn er twee prenten geplaatst. De andere prenten zijn gedrukt bij het begin van de Kruisgetijden en bij het begin van de gebeden tot de Heilige Geest. Twee platen leiden de Boetepsalmen in en twee platen staan bij het begin van het Dodenofficie. De diverse gebeden worden ingeleid met een prent van de Gregoriusmis en de eigenlijke suffragia met een bladgrote prent met de Drievuldigheid, onderverdeeld in de hemelse sfeer en de aardse sfeer. In totaal zijn er 35 kleinere prenten waarvan twaalf in de kalender en drieëntwintig in de suffragia.
In de suffragia zijn er vanaf f102v kleine prenten (6 regels hoog) met een afbeelding die het gebed of de heilige illustreert. Ook bij het uittreksel van het evangelie op f7v is een kleine prent geplaatst. Enkele heiligen werden niet geïllustreerd: Andreas, Adrianus, Agatha van Sicilië, Gertrudis, Lucia van Syracuse, Wilgefortis en Dympna, waarschijnlijk omdat ze nier erg populair waren in Parijs en niet voorkwamen in de metaalsneden die Hopyl gebruikte bij het afdrukken.
Initialen van een sectie in de tekst zijn meestal twee regels hoog en in het rood gedrukt. Beginletters van een zin zijn één regel hoog en eveneens in het rood gedrukt. Hier en daar kan men merken dat de hoofdletter licht verschoven is tegenover de rest van de tekst (bijvoorbeeld op f .iii. recto). Er komt in het boek slechts één gehistorieerde initiaal voor, bij het begin van de metten in de Mariagetijden. In de rest van het boek komen versierde initialen voor van 5 regels hoog (lauden, boetepsalmen en dodenvigilie) of 3 regels hoog (de gebedsstonden van de Mariagetijden, behalve bij de completen).
De metaalsneden die Hopyl gebruikte maakten deel uit van een serie kopersneden die werden ontworpen voor Simon Vostre, een uitgever, geen drukker, door de ‘Meester van het Apocalyps Rozetvenster van de Sainte-Chapelle’. De serie metaalsneden ontstond in fasen en werd voor het eerst gebruikt in een getijdenboek dat Philippe Pigouchet voor Vostre drukte in 1494. Er werd een tweede serie gemaakt voor Vostre die hij vanaf 1502 zal gebruiken. De prenten die Hopyl in 1500 drukte, kwamen uit deze tweede serie. Naast het getijdenboek van Hopyl komen deze prenten ook voor in een getijdenboek gedrukt door Gering en Rembolt in 1499. De  illustraties in de suffragia komen uit de serie van 1498. Alleen Sint-Maarten die in de Vostre-reeks niet voorkwam en die de patroon van Utrecht was, heeft Hopyl elders gezocht. Ook de kalenderafbeeldingen zijn afkomstig uit de Vostre verzameling.
De volbladillustraties van de Drie Doden op f58v en de Gregoriusmis komen niet uit de reeks van Vostre, ze hebben ook andere afmetingen.

## Inhoud
- 1v-7r: Kalender
- 7v-8r: Uittreksel uit het evangelie volgens Johannes
- i.v – xxxviii.r: Kleine Officie van Onze Lieve Vrouw
- xxxix.v – xliii.r: De korte kruisgetijden
- xliiii.r -  xlv.r: Gebeden tot de Heilige geest met het Veni Creator; (geen getijden)
- xlvi.v –  liiii.r: Boetepsalmen, Litanie, dodenvigilie, suffragia
- liiii.v – lviii.r: Litanie van alle heiligen
- vix.v – lxxx.r: Dodenofficie
- lxxxi.r – lxxxi.v: Gebeden van de heilige Gregorius
- lxxxii.r - lxxxiii.r: Gebed tot de zoete naam Jezus van Vincent Ferrer O.P
- lxxxiii.v – xcii.r: Gebeden van de heilige Birgitta van Zweden (aflaatgebed)
- xciii.r – cxi.r: Diverse gebeden
  - Gebed tot de Heilige Drievuldigheid
  - Gebed tot de Zoon Gods
  - Gebed voor men het heilig sacrament ontvangt (drie versies)
  - Gebed nadat men het heilig sacrament ontving
  - Aflaatgebed
  - Een gebed tot Christus
  - Gebed bij de verheffing der hostie in de misviering
  - Aflaatgebed bij het Agnus Dei tijdens de misviering
  - Gebed tot Onze Lieve Vrouw van Thomas van Kantelberg
  - Obsecro te
  - O intemerata
  - Stabat Mater
- cxi.r – cxxxii.r: Suffragieën

## Galerij

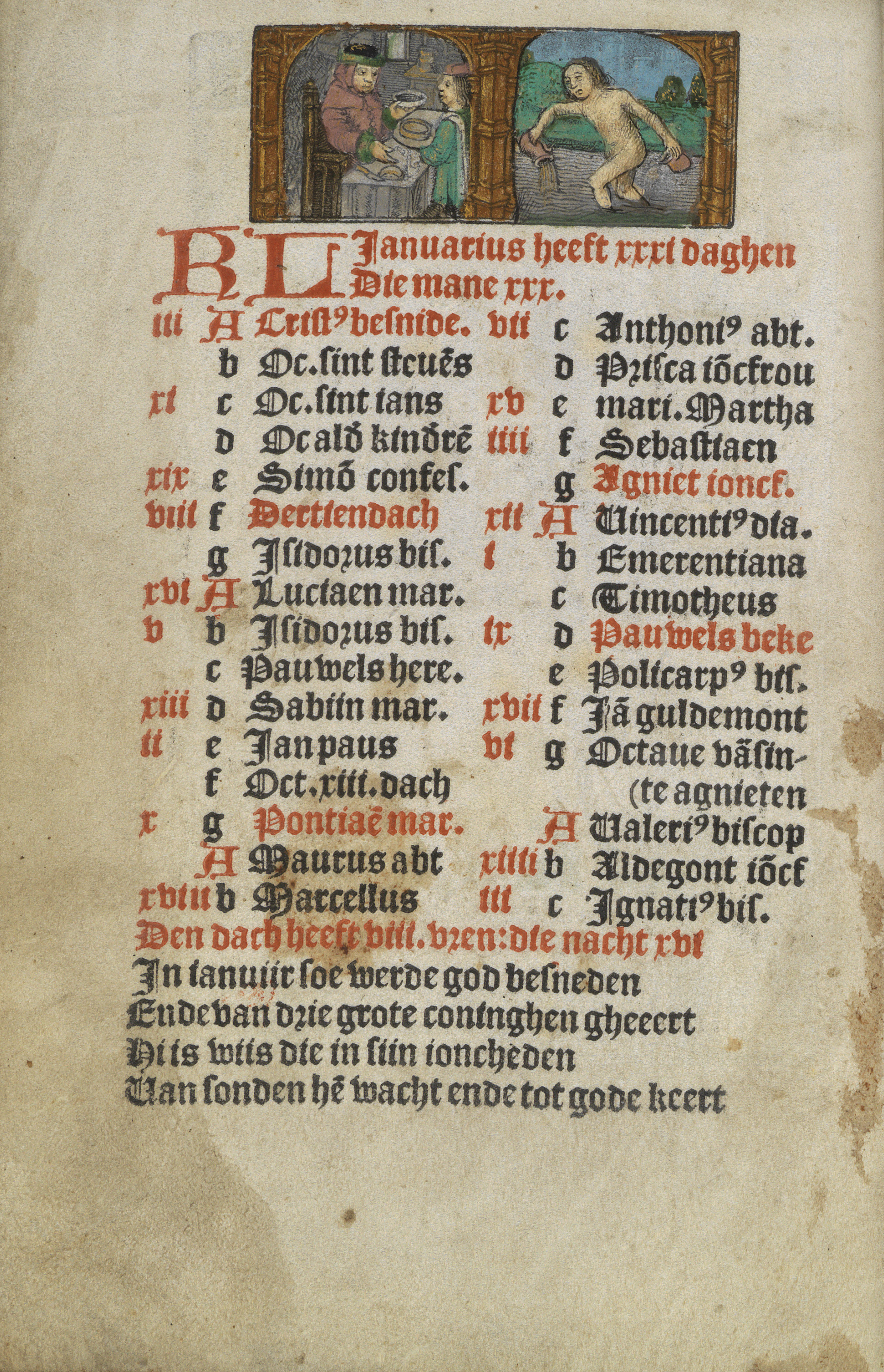
Januari
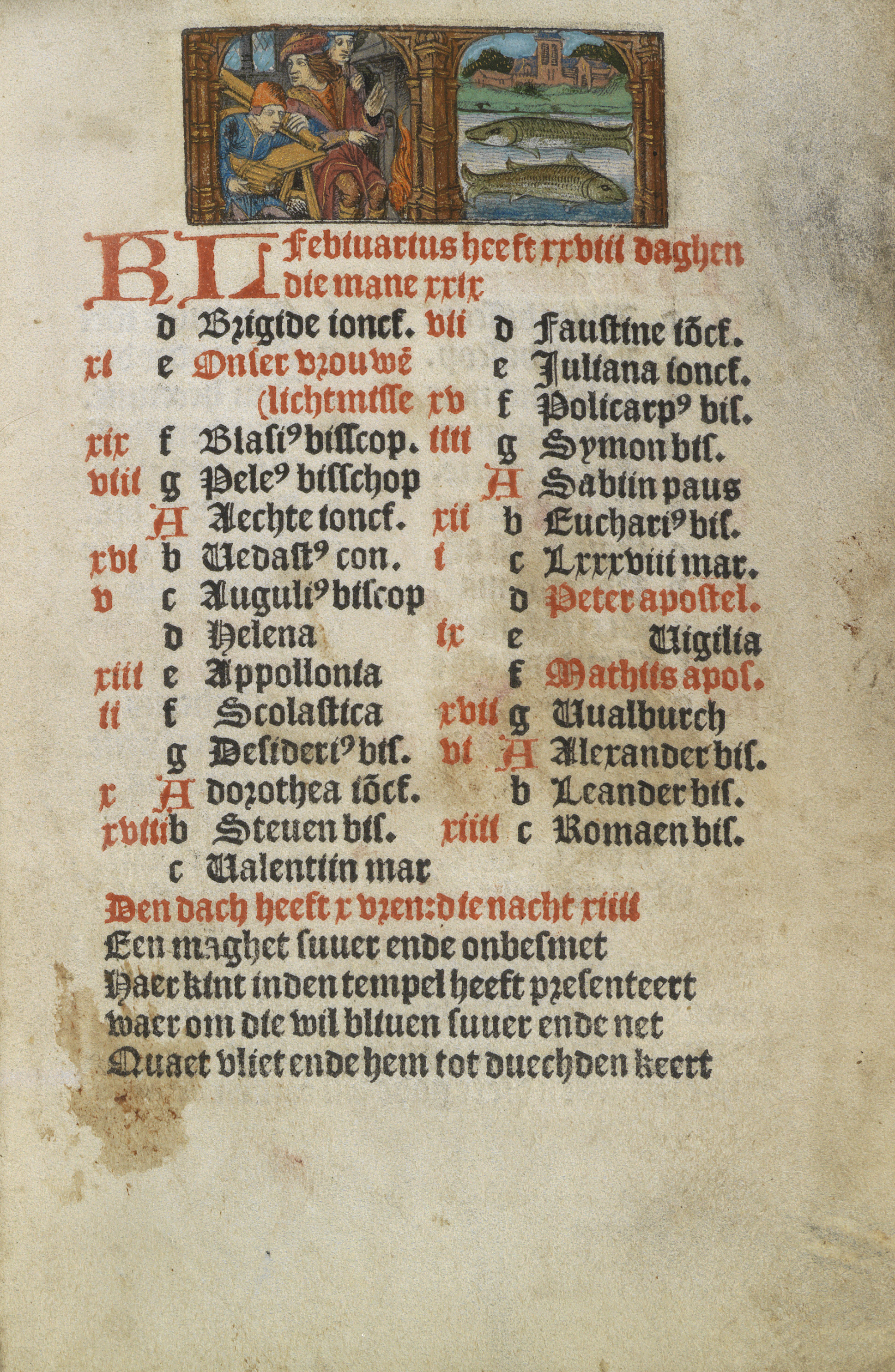
Februari
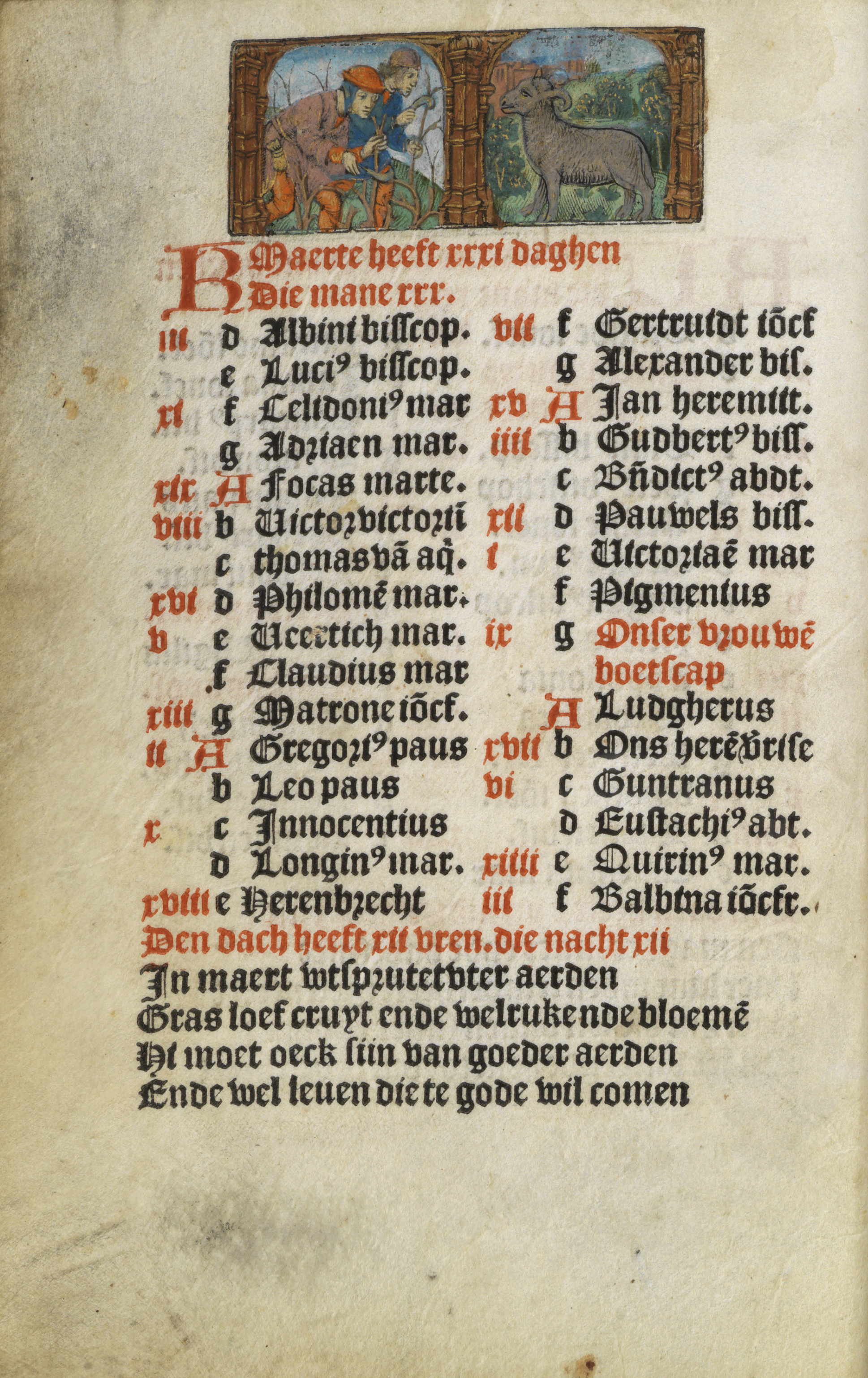
Maart
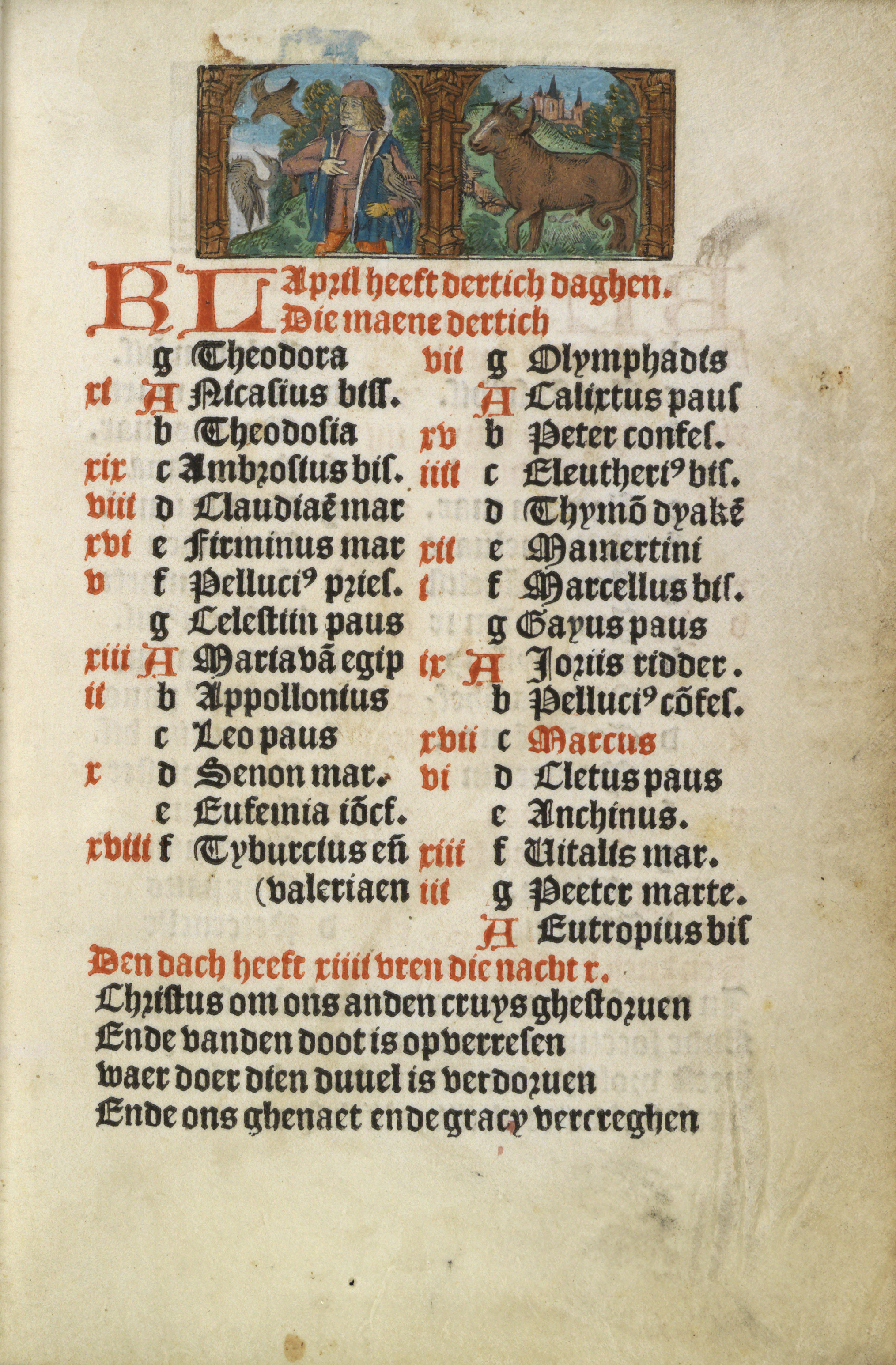
April
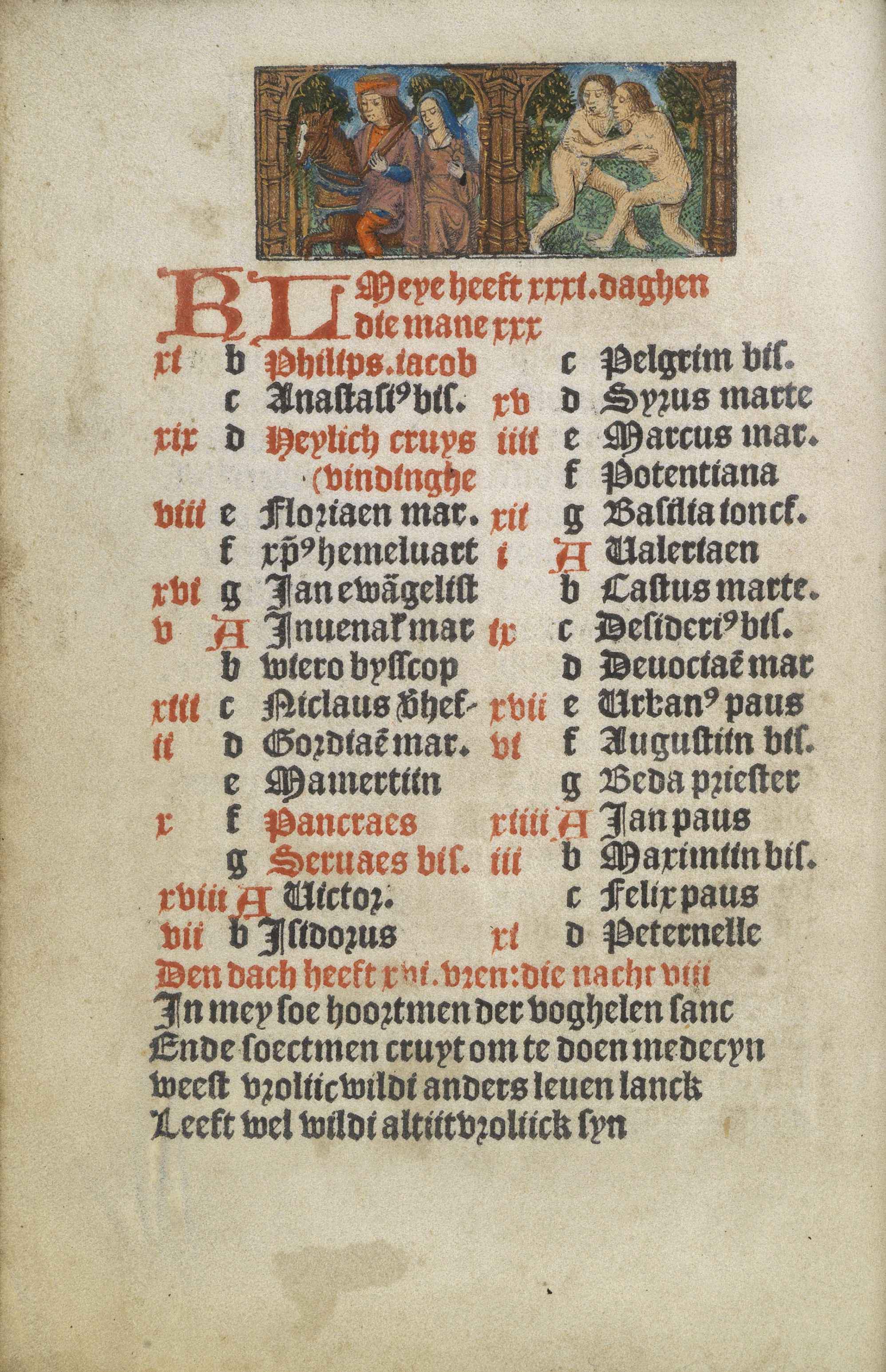
Mei
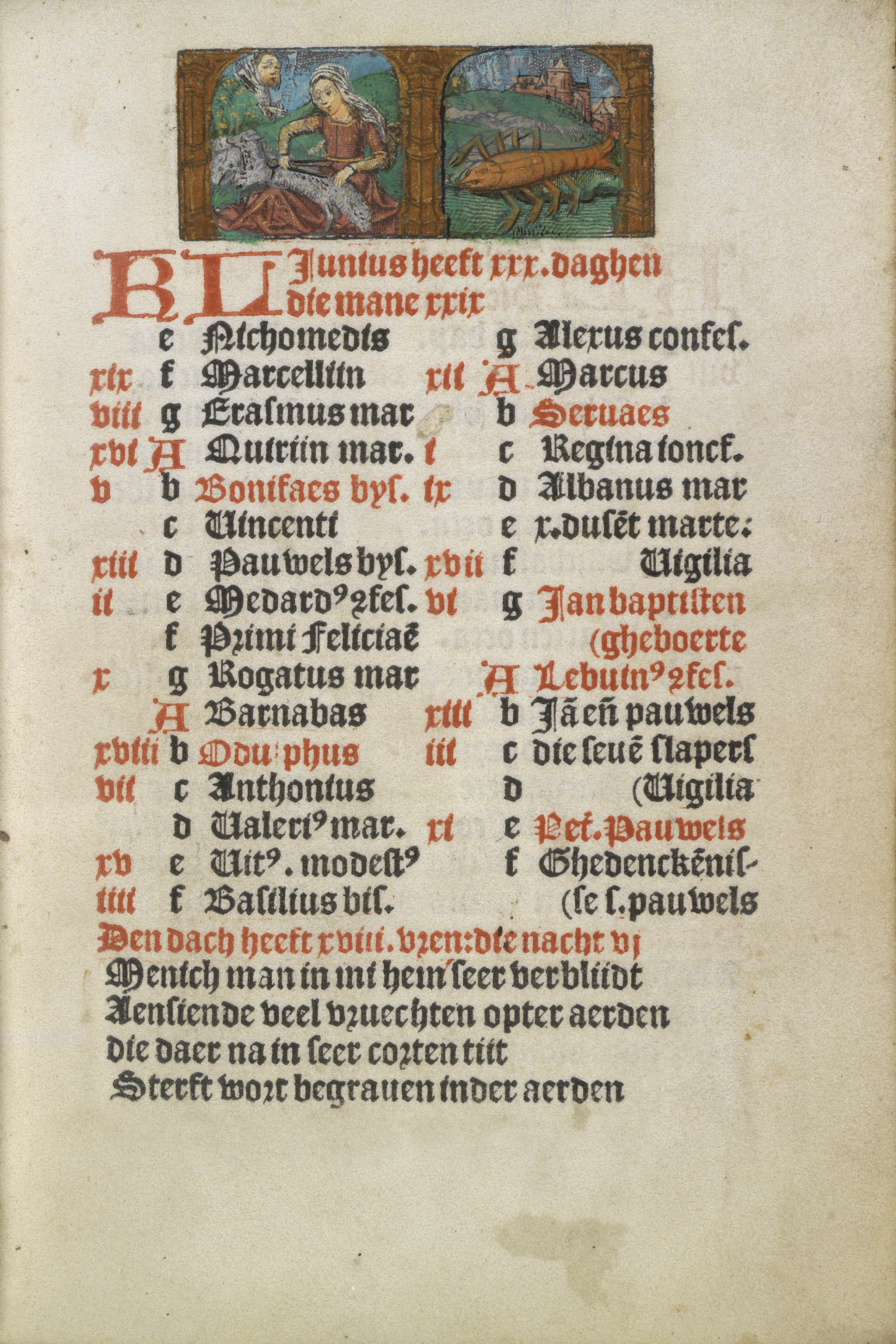
Juni
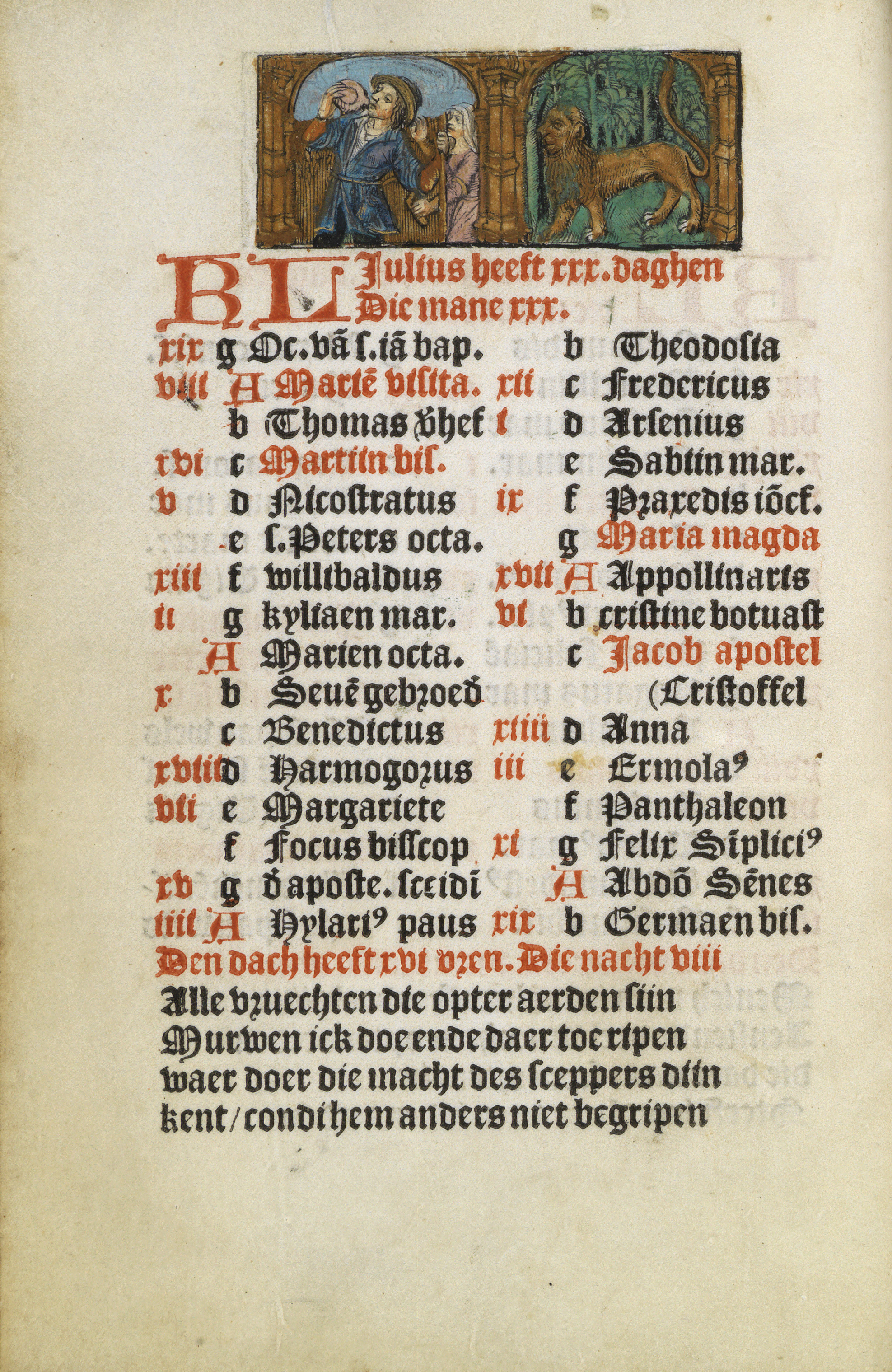
Juli
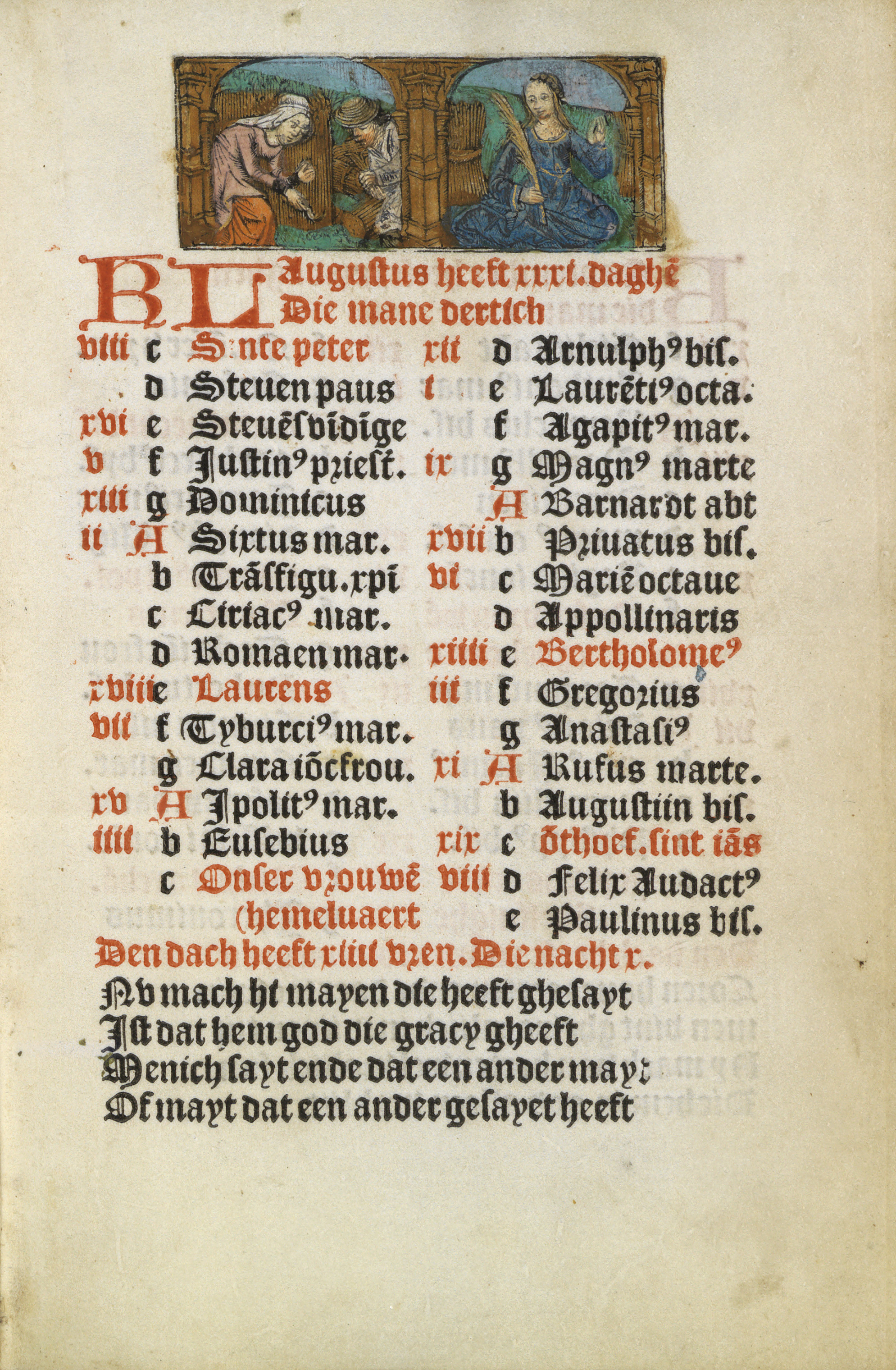
Augustus
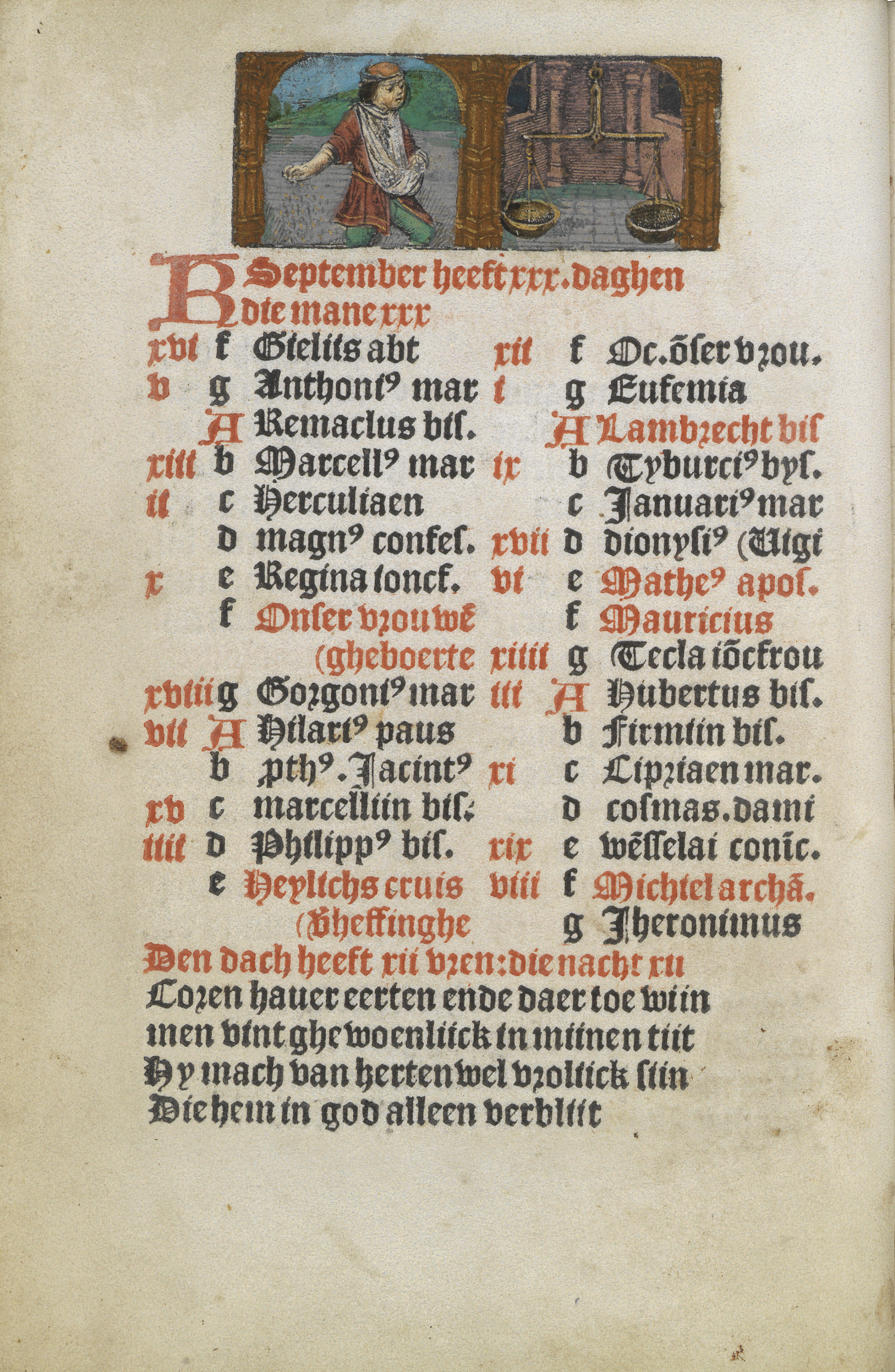
September
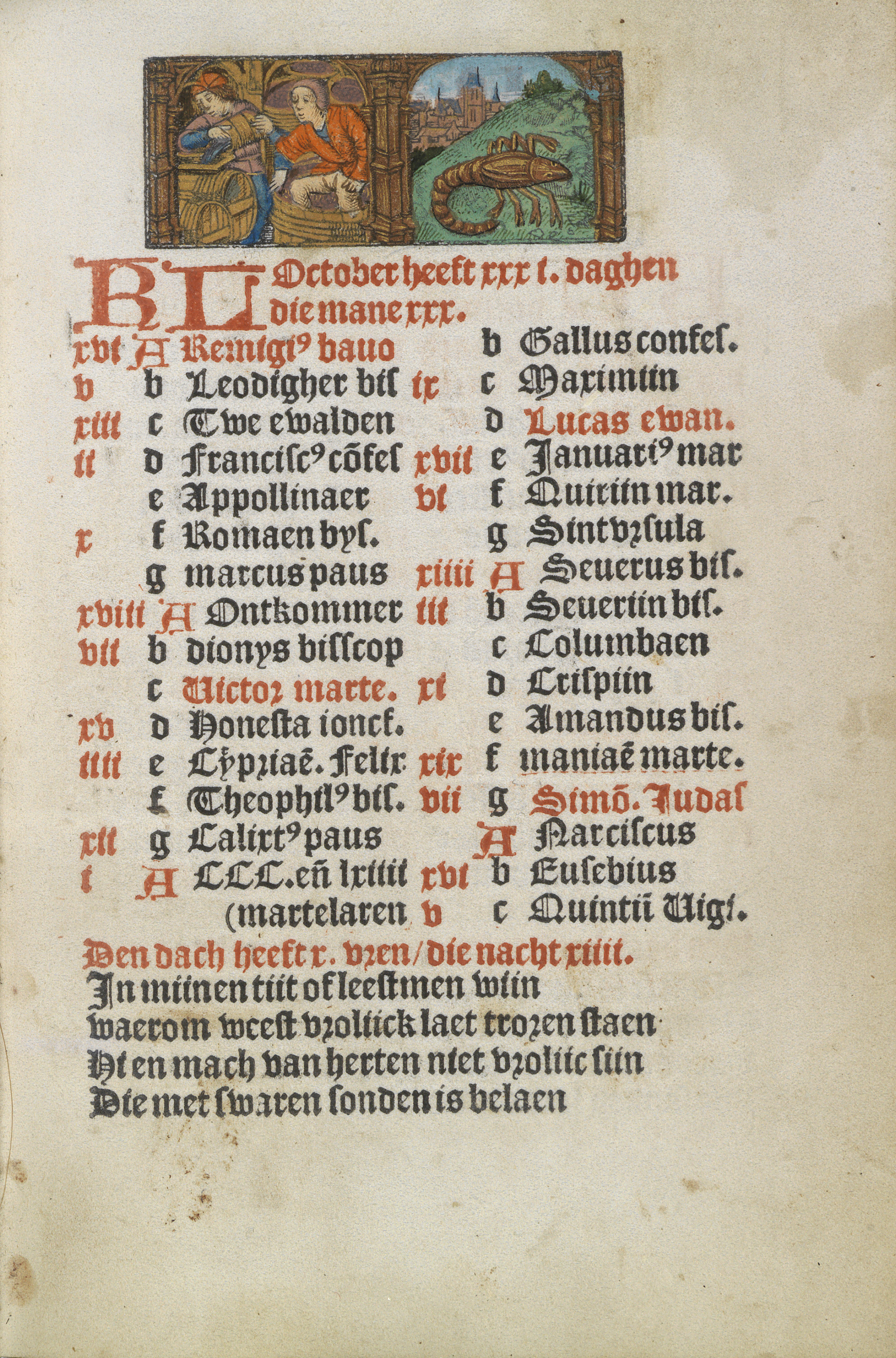
Oktober
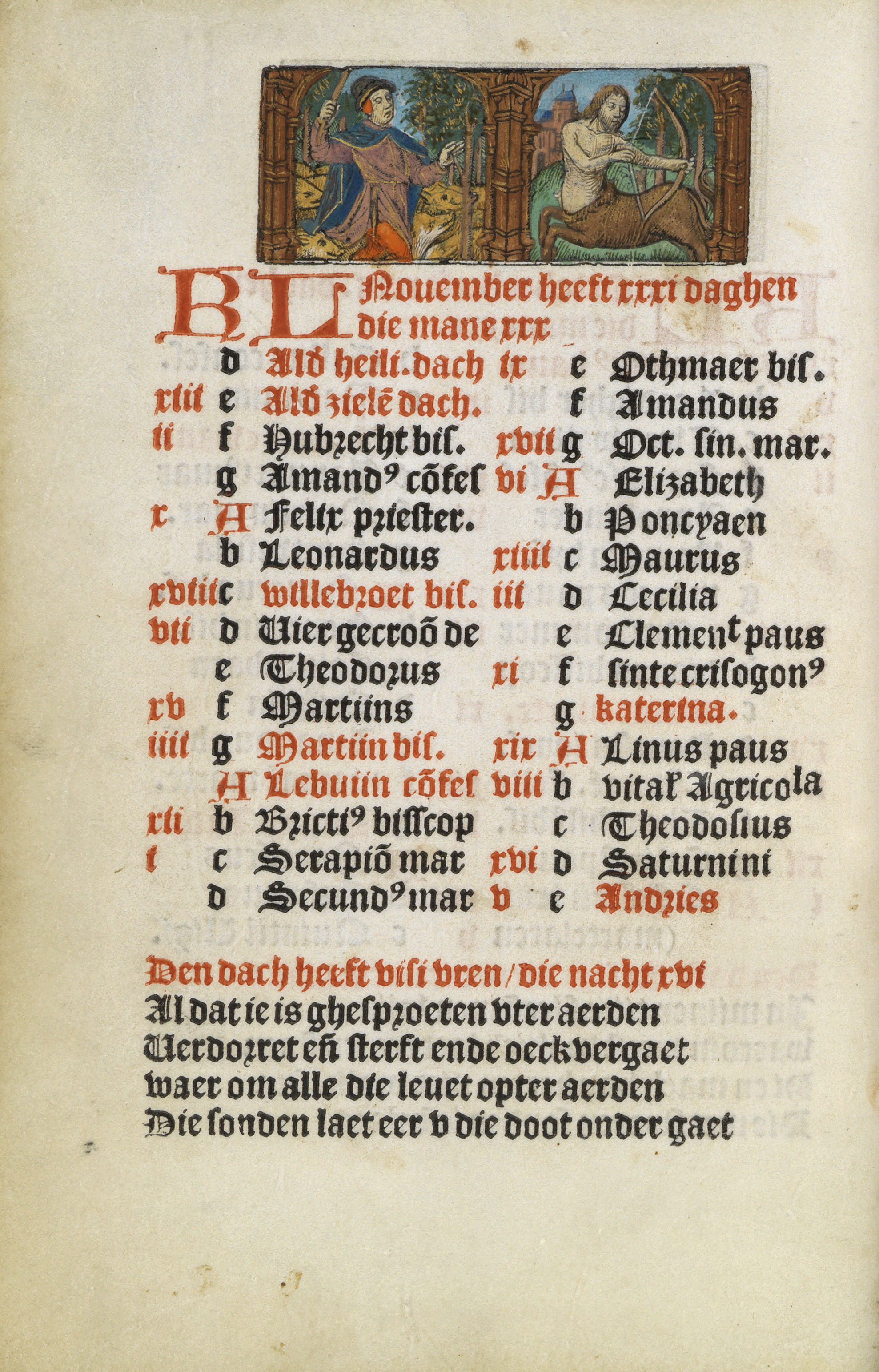
November
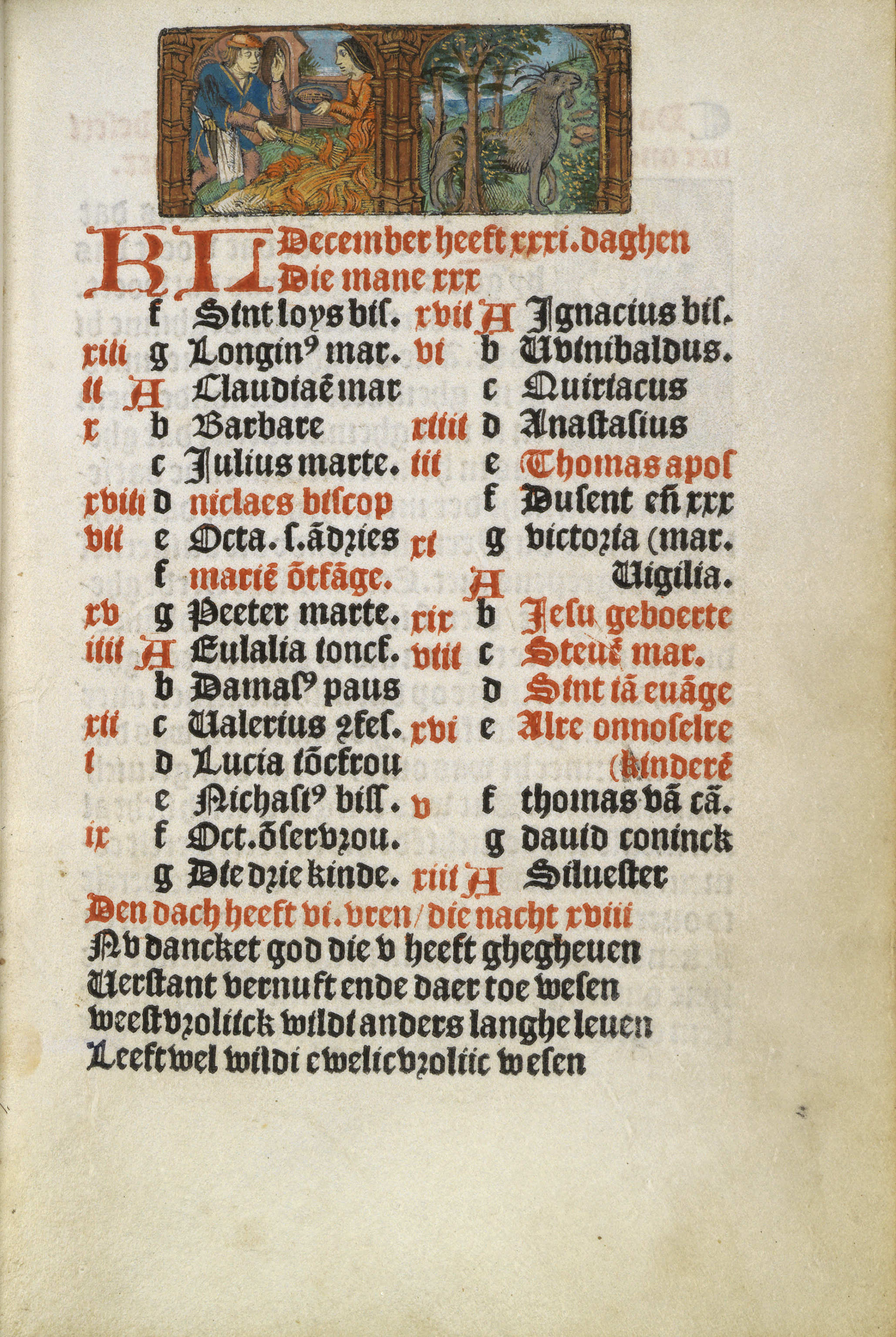
December

## Bewaarde exemplaren
Er zijn drie exemplaren van deze incunabel bewaard gebleven. Deze laten goed zien dat de vroegste gedrukte boeken na het productieproces door de eerste eigenaars geïndividualiseerd werden.

### Het Brusselse
Het exemplaar dat in de Koninklijke Bibliotheek van België in Brussel bewaard wordt, met als signatuur Inc A 2 188 is gedrukt op papier en werd niet met de hand bijgeschilderd of verlucht. Waarschijnlijk is het daaraan te danken dat dit exemplaar ongeschonden is overgeleverd. Het handschrift bevat wel een fout: folium .cxix. (119) en folium .cxiiii. (114) zijn onderling van plaats verwisseld.
De folia meten ca. 100 bij 150 mm, wat behoorlijk kleiner is dan de ca. 110 bij 171 mm van het Haagse exemplaar.
De Koninklijke Bibliotheek van België kocht de incunabel bij de New Yorkse handelaar William H. Schab in 1960. Volgens Schab was het afkomstig uit de bibliotheek van de Amsterdamse predikanten D.C. van Voorst en J.J. van Voorst, die werd geveild tussen 14 maart 1859 en 27 januari 1860.

### Het Haagse
De Koninklijke Bibliotheek in Den Haag kocht op 16 oktober 2008 een exemplaar van deze wiegendruk die sindsdien wordt bewaard als KW 172 C 21. Het Haagse exemplaar is gedrukt op perkament en zeer mooi verlucht. Het is gebonden in een originele fluwelen band, vermoedelijk aanvankelijk roodpurper maar nu verkleurd tot grijslila. Op voor- en achterplat draagt het boek een blind wapenstempel. De wapens zouden van François de Marmez zijn, die kanunnik en voorzanger was in Ieper Hij overleed in 1648.
Spijtig genoeg zijn alle volbladillustraties, op de titelpagina met de Homo Signorum na, uit het boek verwijderd in de loop der tijden. Wel bewaard en ingekleurd zijn de kalenderprenten met telkens een activiteit van de maand en het dierenriemsymbool voor de betrokken periode. Ook alle kleine prenten en versierde initialen zijn met de hand ingekleurd.
De verluchters die de incunabel onder handen namen hebben ook gezorgd voor een bijzonder mooie margeversiering met strooiranden in Gent-Brugse stijl. Gezien de aard van de verluchting was de miniaturist waarschijnlijk actief in Vlaanderen. De strooiranden zijn aangebracht op de startpagina van de gebedsstonden in de Mariagetijden tot en met de vespers. Verder in het boek zijn er geen verluchte marges meer.

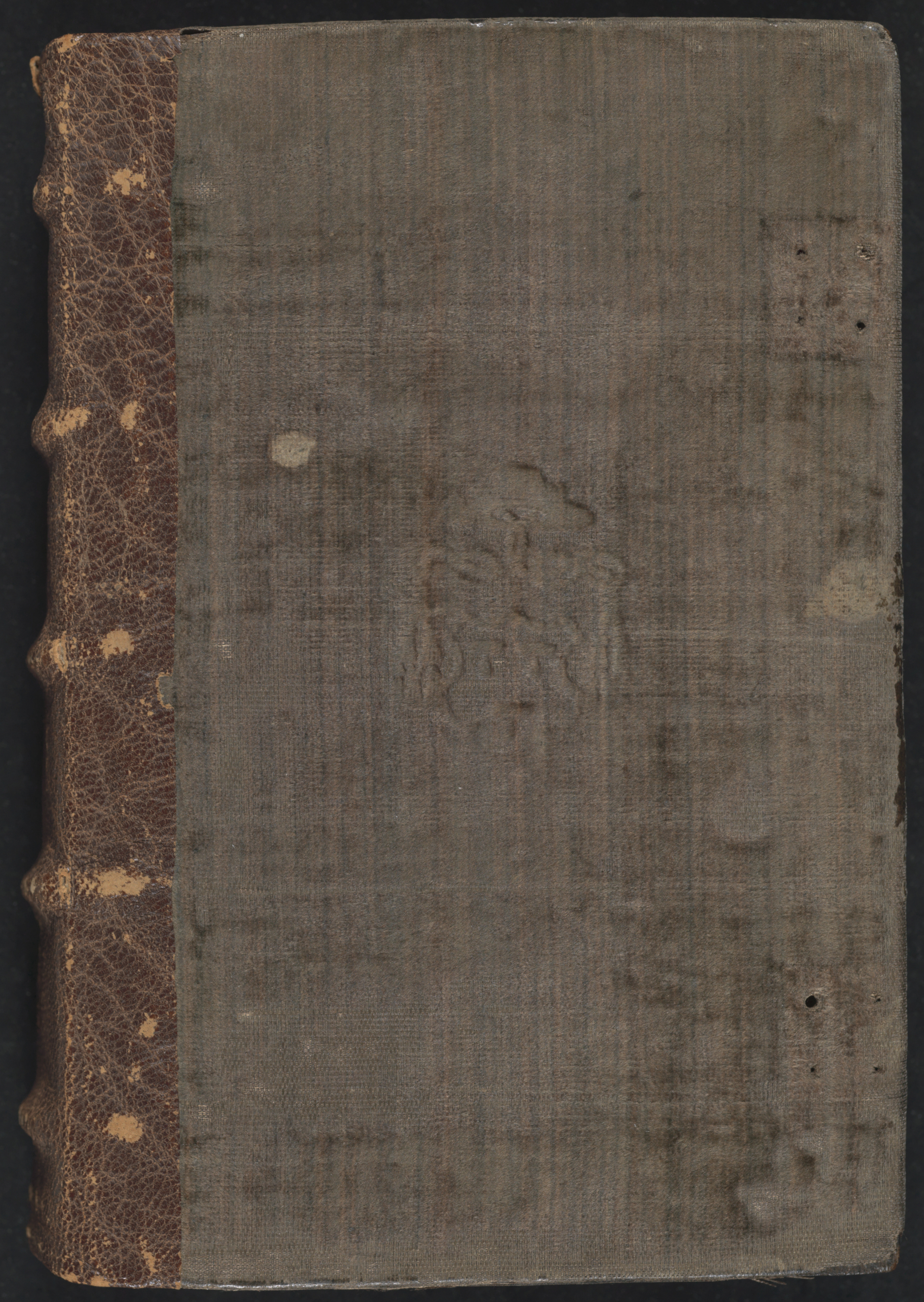
Voorkant band, vermoedelijk aanvankelijk roodpurper maar nu verkleurd tot grijslila
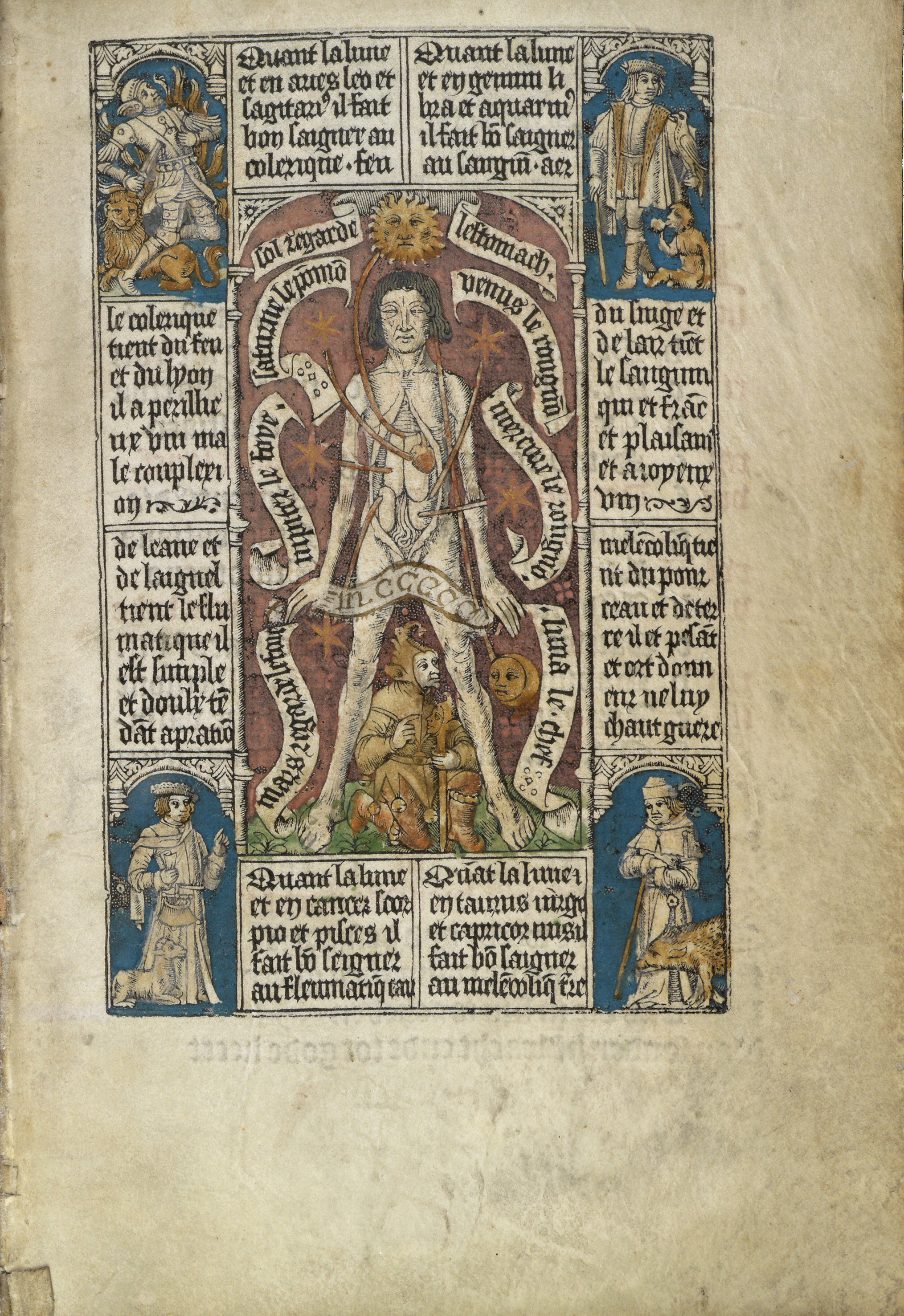
Folio 001r
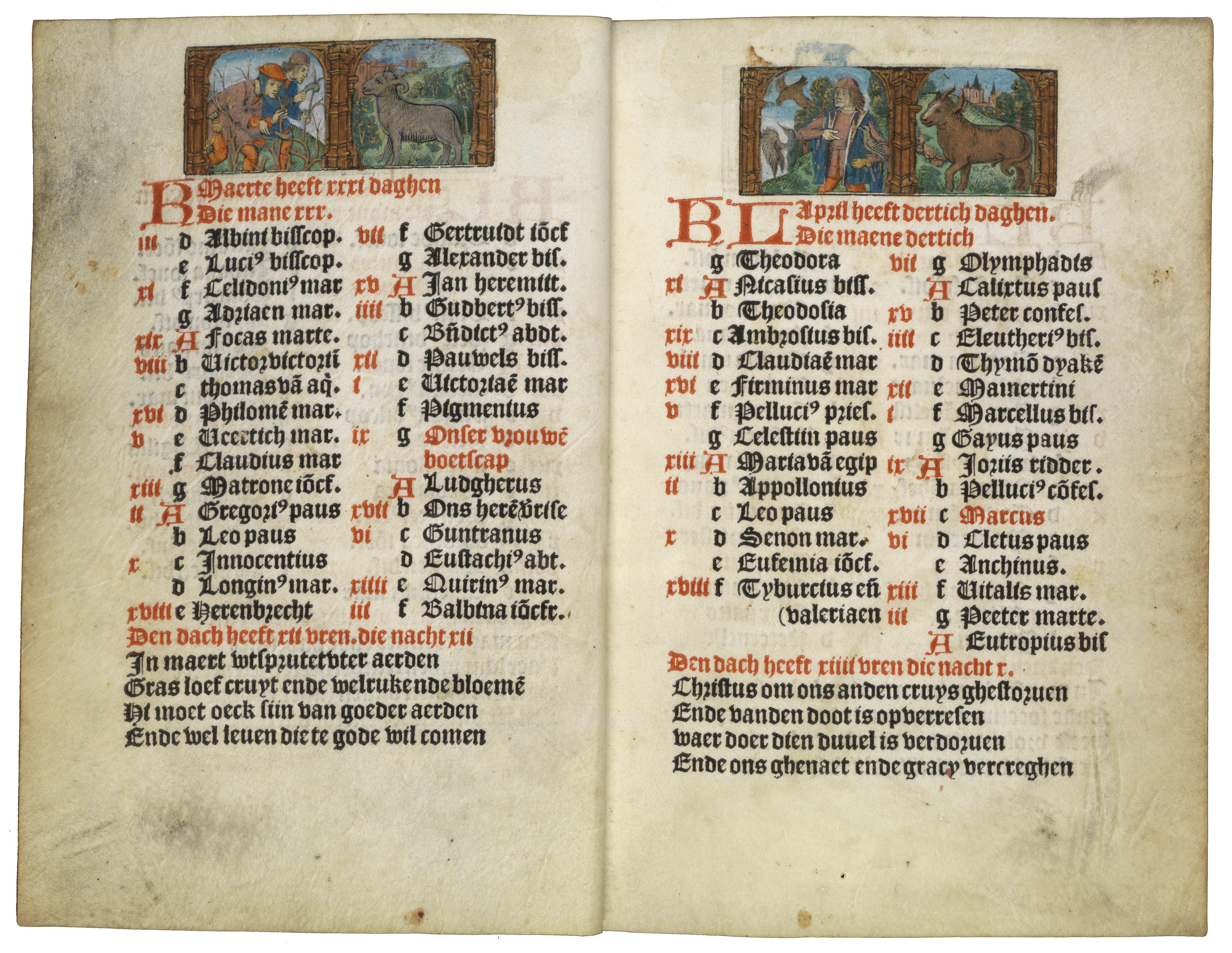
Folio 03v-04r, kalender
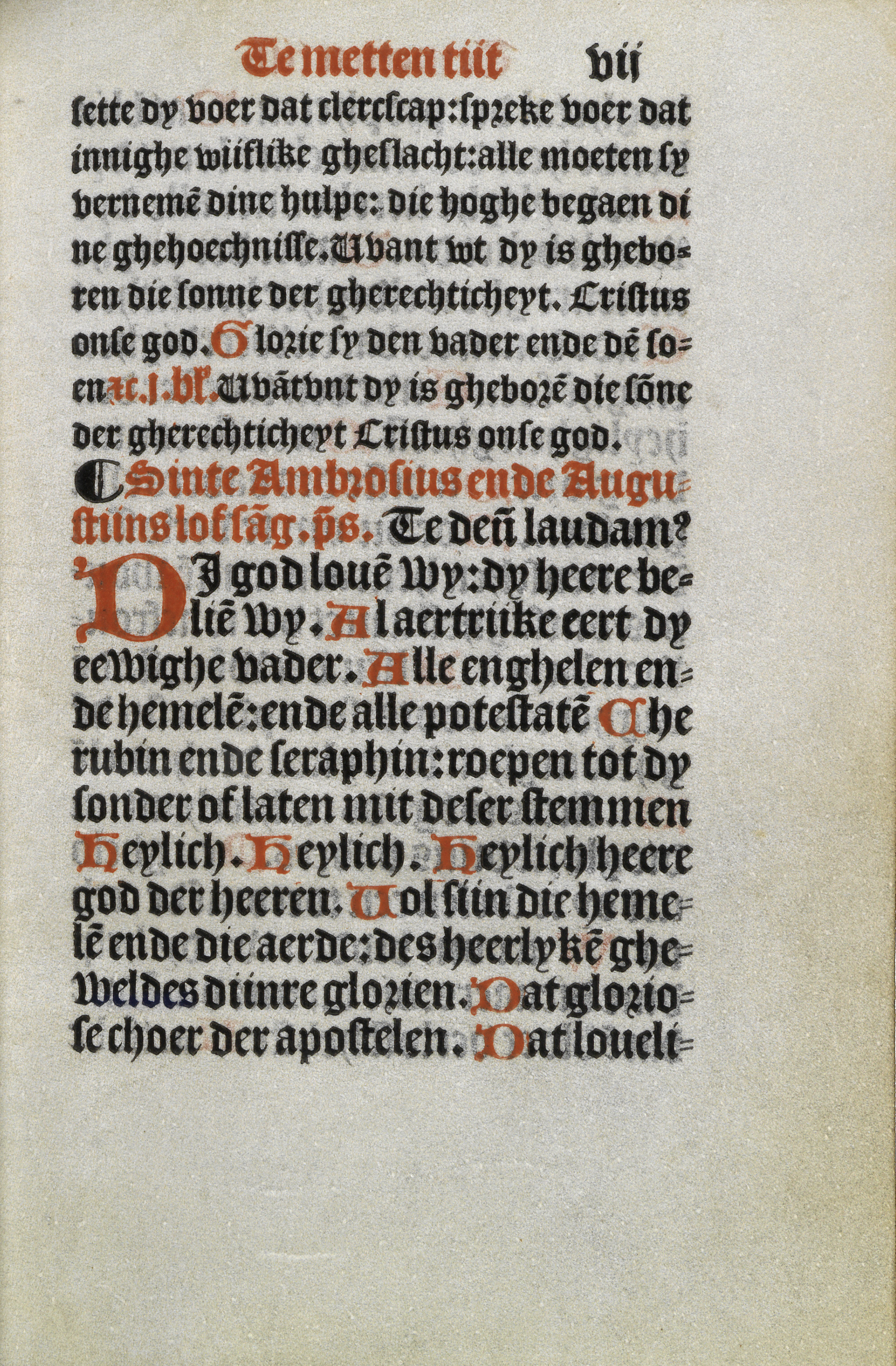
Folio 007r
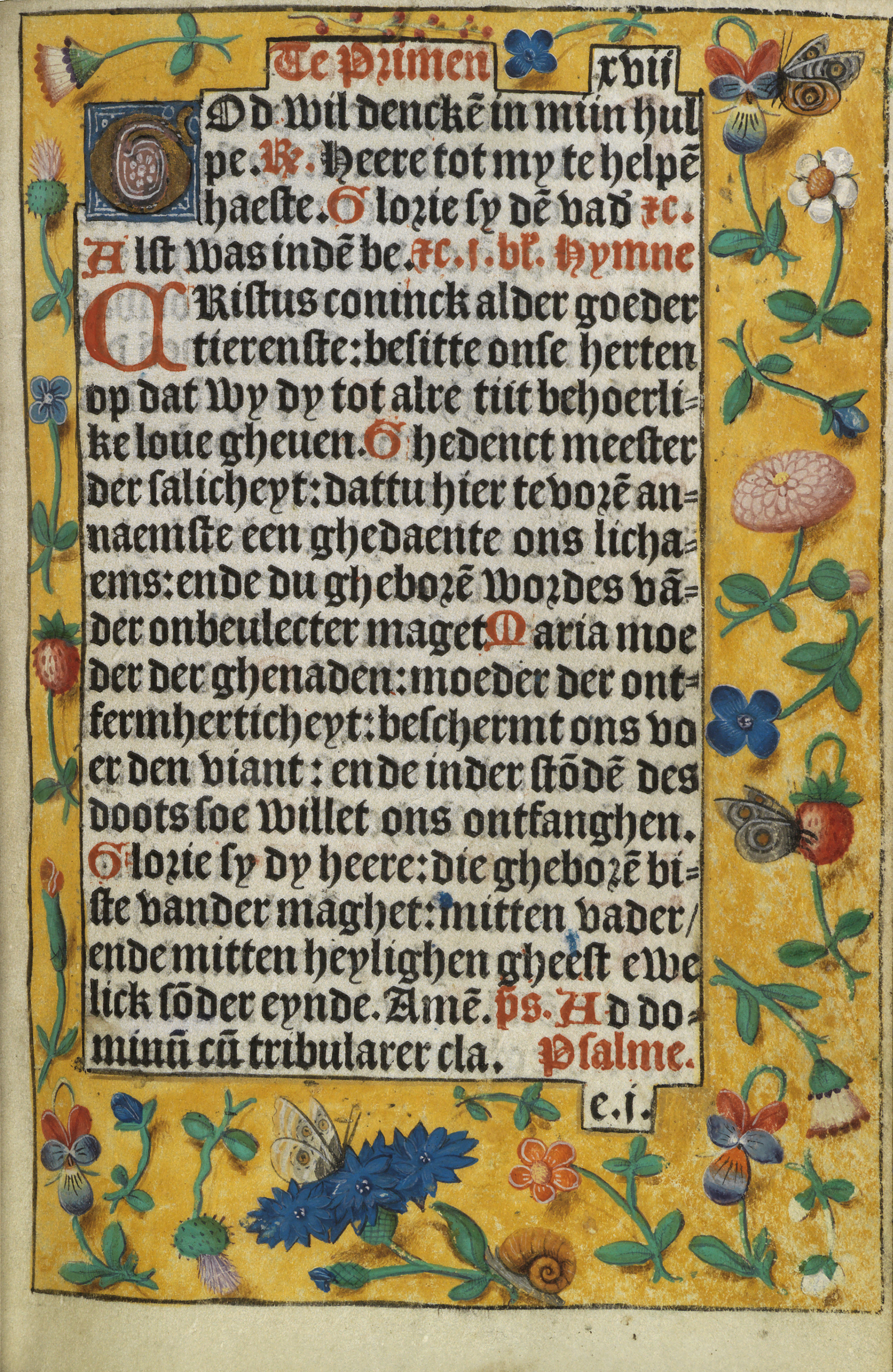
Folio 017r, margeversiering met strooiranden in Gent-Brugse stijl.
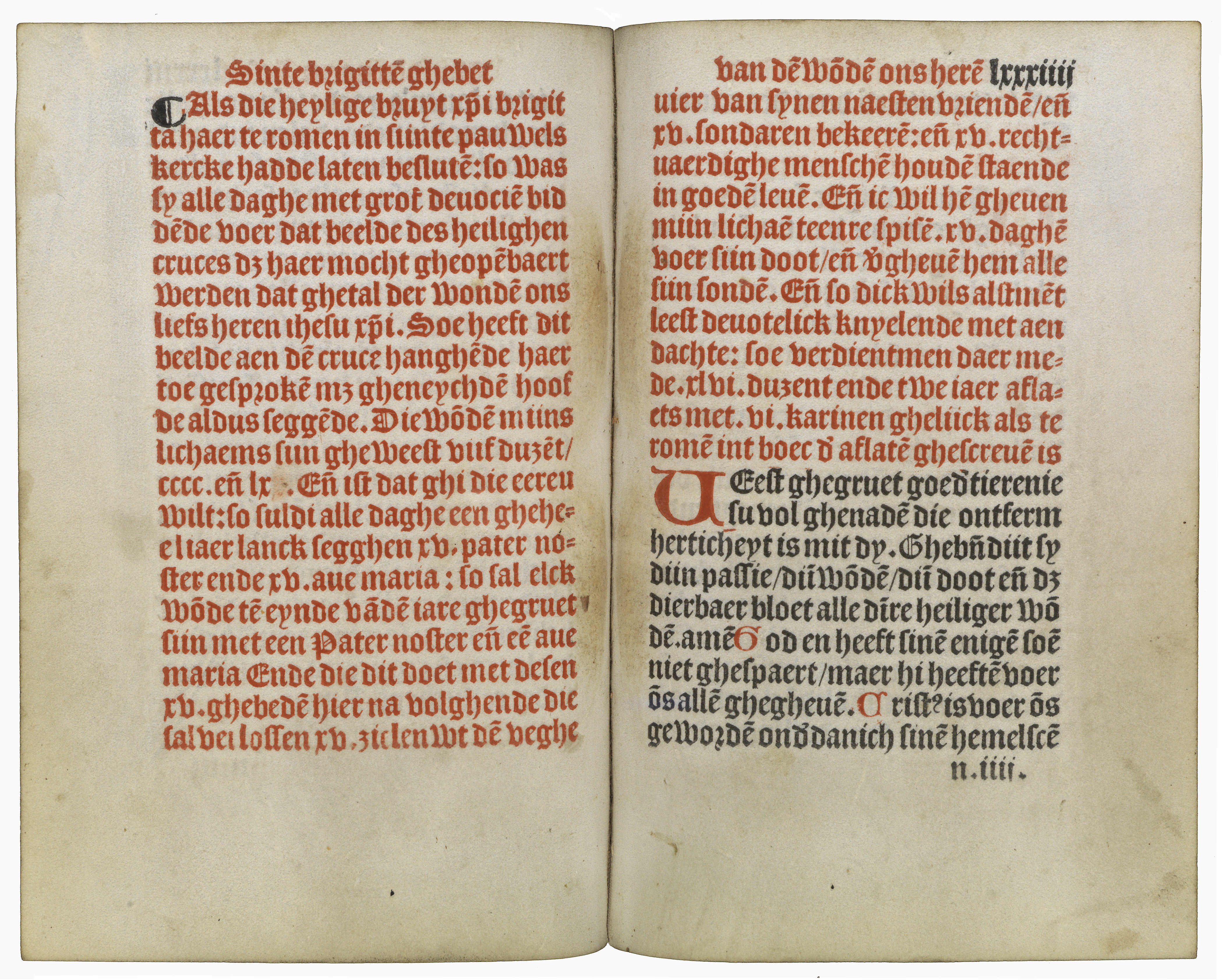
Folio 083v-084r
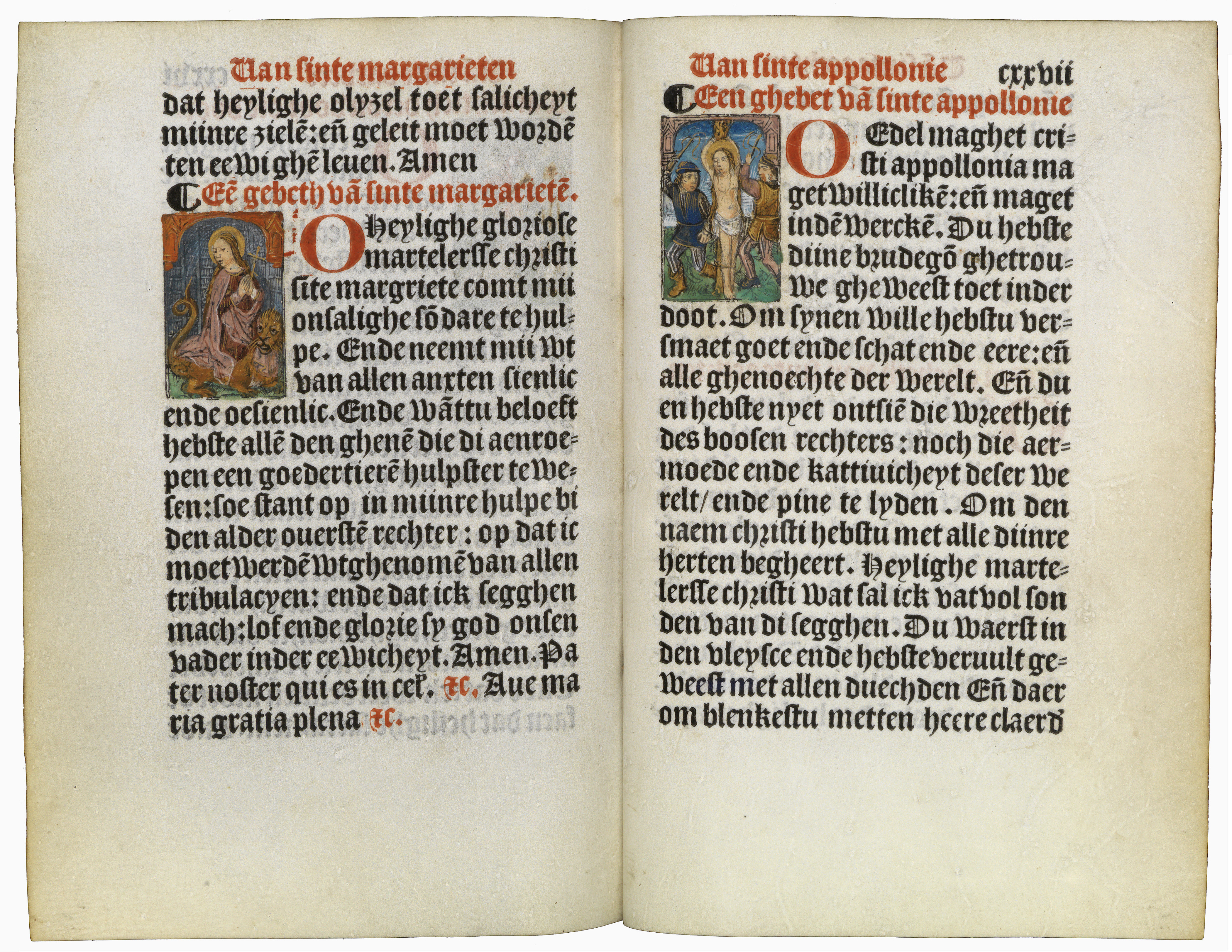
Folio 126v-127r

### Het Parijse
Ook het exemplaar bewaard bij de BnF in Parijs was oorspronkelijk een luxe-exemplaar gedrukt op perkament. Het werd gekocht op de veiling van de bibliotheek van Gaspar Joseph de Servais te Mechelen in 1808. In dit boek ontbreken de eerste twee katernen en de volbladillustratie met de Gregoriusmis.
Ook dit exemplaar is volledig ingekleurd, maar met overwegend lichte (vervaagde?) kleuren. Elke recto pagina is voorzien van een gekleurde, gestileerde florale rand. In het begin van het boek (Mariagetijden) werd dit niet uitgevoerd rondom pagina’s met afbeeldingen, maar vanaf de kruisgetijden wel. De gedrukte Initialen werden overschilderd met gouden veldinitialen (gekleurde letter op gouden achtergrond) en champie initialen (gouden letter op een blauw of rood veld). Ook rood gedrukte initialen werden overschilderd als champie initialen.

## Weblinks
- Brusselse exemplaar online bekijken
- Getijdenboek Hopyl, Koninklijke Bibliotheek van België
- Haagse exemplaar online bekijken